# Марк Брадфорд
Марк Бра̀дфорд (на английски: Mark Bradford) е американски художник.
Роден е на 20 ноември 1961 година в Лос Анджелис в афроамериканско семейство от средната класа.
През 1997 г. получава магистърска степен от Калифорнийския институт по изкуства в Санта Кларита. През следващите години придобива международна известност със своите абстрактни картини, съчетаващи колаж и рисуване и създадени с разнообразни техники от хартия и въжета.